# Байчи-Жилински, Эндре
Эндре Байчи-Жилински (венг. Bajcsy-Zsilinszky Endre; 6 июля 1886, Сарваш — 24 декабря 1944, Шопронкёхида) — венгерский политик, журналист, участник фашистского, а затем антифашистского движения.

## Биография
В молодости состоял в партии «Защиты расы», позднее порвал с ней. С 1922 года — депутат
Государственного собрания. Один из соучредителей Национал-радикальной партии Венгрии (1930), депутат от этой партии в венгерском парламенте.
С 1939 года — член и один из лидеров Партии мелких сельских хозяев, избирался от неё в парламент. Основатель и редактор нескольких венгерских изданий. Выступал против присоединения Венгрии к Антикоминтерновскому пакту, союза с нацистской Германией и участия Венгрии во Второй мировой войне.
После переворота Салаши ушёл в подполье, был одним из организаторов Венгерского фронта (1944), возглавлял одно из его течений. В ноябре 1944 года организовал военный штаб Венгерского фронта. Арестован нилашистами и повешен 24 декабря 1944 года. 27 мая 1945 года состоялось торжественное перезахоронение его останков в Тарпе. Имя Байчи-Жилински много лет носит одна из центральных улиц венгерской столицы и станция Будапештского метрополитена. Изображен на венгерской почтовой марке 1945 года.